# Asthenotricha lophoptera
Asthenotricha lophoptera là một loài bướm đêm trong họ Geometridae.